# The Capitol Albums
Albums de The Beatles
Let It Be… Naked
(2003) Love
(2006)
The Capitol Albums est une réédition des huit premiers disques du groupe britannique The Beatles publiées par Capitol Records aux États-Unis. La collection, en deux volumes de quatre CD, possède la spécificité des mixages américains et comprend sur chaque disque les versions mono et stéréo.

## Parution
Au moment de publier les disques des Beatles aux États-Unis, le producteur Dave Dexter Jr. de la maison de disques Capitol, la branche américaine d'EMI, a modifié la configuration de ses albums en plus de remixer certaines chansons en y rajoutant de la réverbération ou en effectuant un faux effet stéréo sur des chansons originellement en mono. Cette collection regroupe donc huit versions américaine des 33 tours du groupe britannique avec ces particularités.  En 2014, ces mixages seront laissés de côté lorsqu'Apple rééditera la collection The U.S. Albums pour utiliser la même remastérisaton de la réédition de 2009.

### Volume 1
Cette première collection, publiée le 15 novembre 2004, comprend les disques Meet the Beatles!, The Beatles' Second Album, Something New et Beatles '65. Le disque A Hard Day's Night, sorti sur l'étiquette United Artists, n'a évidemment pas été inclus. Celui-ci contient huit chansons mais seules trois de celles-ci n'apparaissent pas sur Something New. Le disque documentaire The Beatles' Story, parue à l'apogée de la Beatlemania en 1964, a aussi été laissé de côté.

### Volume 2
Cette seconde collection, celle-ci publiée le 11 avril 2006, comprend les disques The Early Beatles, Beatles VI et les versions américaines de Help! et de Rubber Soul. La compilation Yesterday and Today et la version tronquée de Revolver n'ont pas été incluses.